# الأولمبيك البيضاوي للركبي
نادي الأولمبيك البيضاوي المعروف بـ: (C.O.C) وهي اختصار لاسمه بالفرنسية (بالفرنسية: Club Olympic Casablanca)‏ فريق مغربي للكرة المستطيلة "الركبي" من مدينة الدار البيضاء. و يعتبر من الفرق المرجعية في المغرب .